# Jamie Robinson (pilote moto)
Pour les articles homonymes, voir Robinson et Jamie Robinson.
Pas d'image ? Cliquez ici
Jamie Robinson est un pilote de vitesse moto anglais né à Holmfirth le 27 juillet 1975. 
Il a commencé sa carrière en Grand Prix en 1993 avec Honda en 125 cm3 au Grand Prix de Grande-Bretagne, sa seule course de la saison.

L'année suivante, il participe au championnat du monde catégorie 250 cm3 toujours avec Honda au Grand Prix d'Espagne.

Dans la saison 1995, on le voit dans deux courses en catégorie 500 cm3 sur une Harris-Yamaha et une course en catégorie 250 cm3 sur Aprilia.

En 1996, il court la saison (15 courses) pour Aprilia en 250 cm3 et termine le championnat 250 cm3 en 18e position avec 26 points.
 
En 1997, changement de constructeur avec Suzuki, 13 courses, 22e au championnat 250 cm3 avec 18 points.
 
En 1998, retour sur Yamaha et 33e au championnat 250 cm3 avec 2 points pour 2 courses.
  
En 1999, il marque 4 points pour son unique participation et est 28e au championnat 250 cm3.
  
En 2000, retour sur Aprilia pour 15 courses, atteignant la 20e position au championnat 250 cm3 avec 23 points marqués.

Il a marqué 73 points au championnat du monde toutes catégories confondues durant sa carrière.